# August Gallinger

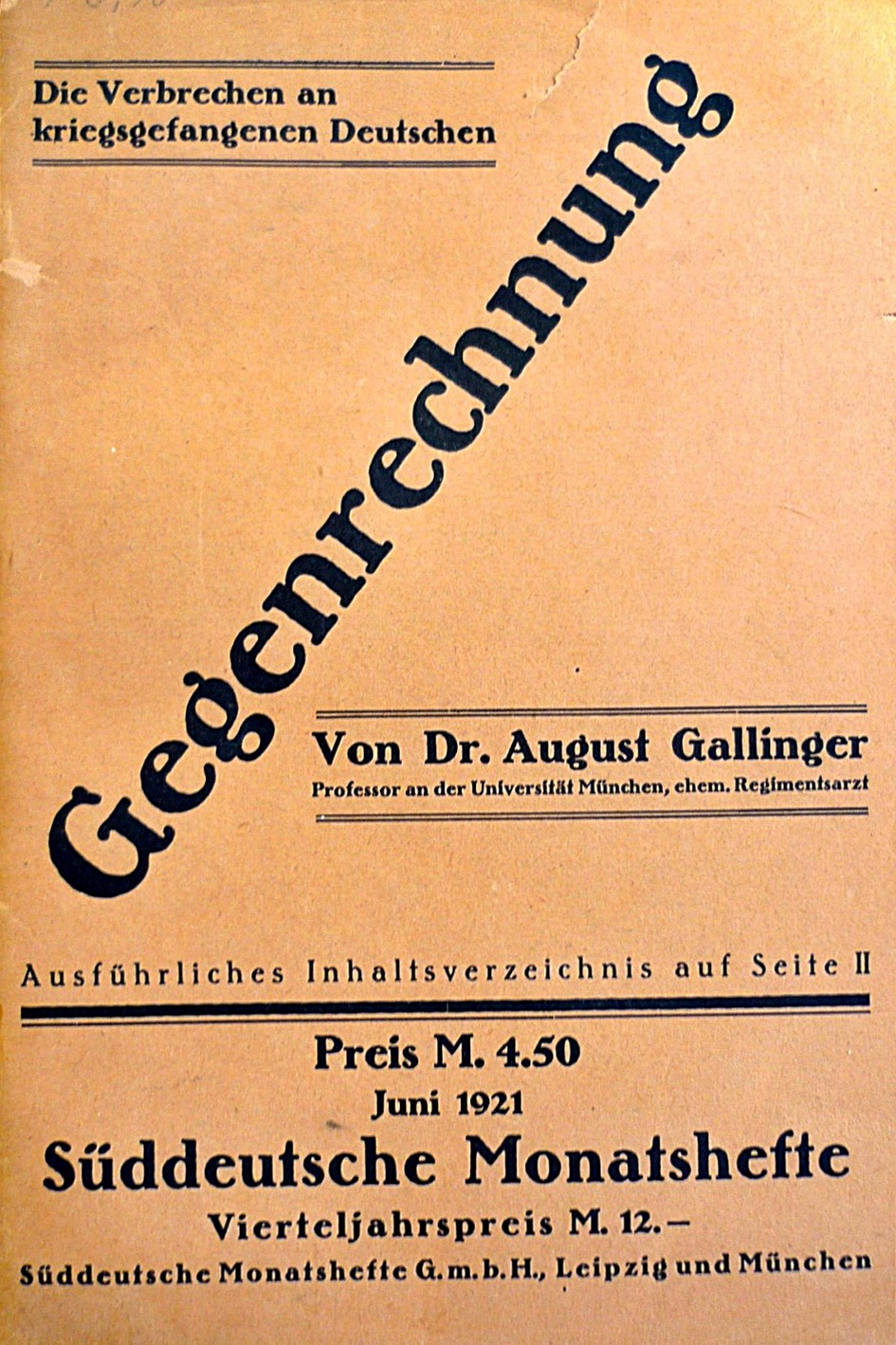
Gallingers Publikation „Gegenrechnung“, Süddeutsche Monatshefte, 1921

August Gallinger (* 11. August 1871 in Worms; † 7. Juni 1959 in München) war ein deutscher Mediziner, Philosoph und Regimentsarzt der Bayerischen Armee.

## Leben
Er wurde geboren als Sohn des jüdischen Textilkaufmanns Leopold Gallinger (1835–1899) und seiner aus Albisheim/Pfrimm in der bayerischen Rheinpfalz stammenden Ehefrau Rosalia geb. Benedikt (* 1839).
Gallinger wuchs in Worms auf und besuchte dort das Gymnasium, das er aus familiären Gründen nach der 10. Klasse verlassen musste. Er ging nach München und hörte ab dem Wintersemester 1896 an der dortigen Universität Vorlesungen in Philosophie und Naturwissenschaften, während er gleichzeitig 1900 das Abitur nachholte. 1901 promovierte er bei Theodor Lipps zum Dr. phil., 1908 auch zum Dr. med. und habilitierte sich 1914 in München mit dem philosophischen Thema „Zur Grundlegung einer Lehre von der Erinnerung“.
Mit der Malerin Marie Schnür hatte er einen gemeinsamen Sohn, der 1906 geboren wurde.
Im Ersten Weltkrieg diente er ab September 1914 freiwillig als Sanitätsoffizier und Oberarzt im Kgl. Bayerischen Reserve-Infanterie-Regiment Nr. 18 (8. Bayerische Reserve-Division), wobei er am 26. September 1918 in Kriegsgefangenschaft geriet. Er wurde mit dem Eisernen Kreuz I. und II. Klasse ausgezeichnet.
August Gallinger lehrte bis 1935 Philosophie an der Universität München. Am 31. Dezember 1935 wurden ihm als Juden Lehrbefugnis und Professorentitel entzogen. Während der NS-Zeit erhielt er 1939 die Erlaubnis nach Stockholm in Schweden überzusiedeln. 1947 rief man ihn an die Münchner Universität zurück, wo er bis 1952 einen Lehrstuhl für Philosophie innehatte.
1921 publizierte Gallinger, im Rahmen der Süddeutschen Monatshefte ein Buch mit dem Titel Gegenrechnung zu Verbrechen an deutschen Kriegsgefangenen während des Ersten Weltkrieges. Dazu sammelte er als Belege auch eine Vielzahl von Zeugenaussagen ehemaliger Soldaten. Diese Schrift machte ihn, besonders durch die englische Ausgabe im Folgejahr, bekannt. Hintergrund der Publikation waren u. a. seine eigenen Erlebnisse, als er 1918 in französische Kriegsgefangenschaft kam und dabei regelrecht ausgeplündert wurde.

## Werke
- Das Problem der objektiven Möglichkeit : eine Bedeutungsanalyse. Schriften der Gesellschaft für psychologische Forschung 16. Leipzig. Barth. 1912
- Zur Grundlegung einer Lehre von der Erinnerung. Max Niemeyer. Halle / Saale. 1914 (Habilitationsschrift)
- Gegenrechnung. Die Verbrechen an deutschen Kriegsgefangenen. Süddeutsche Monatshefte, 18. Jahrgang, 1921
  - engl. Countercharge. The Matter of War Criminals from the German Side. München. 1922
- Die Bestie im Menschen. Erlebnisse von Zivil- und Kolonialgefangenen bei den Franzosen. Verlag GmbH München, 1923
- Reiseeindrücke im heutigen Frankreich. München. Knorr & Hirth. 1926
- Hrsg. Deutsch-Österreich Kulturprobleme. München, Huber, 1930

Artikel
- Zum Streit über das Grundproblem der Ethik in der neueren philophischen Litteratur. In: Kant-Studien 6/1901, 353–426.
- Georg Simmel über die Möglichkeit einer allgemeingültigen sittlichen Norm. In: Kant-Studien. 6/1901. S. 406 ff.